# دیفو
دیفو (به انگلیسی: Diphu) یک منطقهٔ مسکونی در هند است که در بخش کربی انگلونگ واقع شده‌است. دیفو ۶۱٬۷۹۷ نفر جمعیت دارد و ۱۸۶ متر بالاتر از سطح دریا واقع شده‌است.